# Наиф аль-Хадрами
Наи́ф Абдулрахи́м аль-Хадра́ми (араб. نايف عبدالرحيم الحضرمي‎; род. 18 июля 2001, Катар) — катарский футболист, игрок клуба «Аль-Садд» и сборной Катара.

## Игровая карьера
С ноября 2019 года играет за клуб «Эр-Райян», за который дебютировал в кубковом матче с «Аль-Ахли», закончившийся победой «Эр-Райяна» со счётом 4:1.
Вошёл в состав сборной Катара на домашний для сборной чемпионат мира 2022 года, на турнире не играл.